# Едвард Волтер Маундер
Е́двард Во́лтер Ма́ундер (англ. Edward Walter Maunder; 12 квітня 1851 — 21 березня 1928) — англійський астроном, здобув популярність завдяки роботам, присвяченим вивченню сонячної активності. Відкритий ним період довготривалого зменшення кількості сонячних плям дістав назву Мінімум Маундера.

## Життєпис
Народився 12 квітня 1851. Здобув освіту в Юніверсіті-коледжі і Кінгз-коледжі в Лондоні. З 1873 працював в Гринвіцькій обсерваторії. Проводив фотографічні спостереження Сонця, вивчав плями, обертання Сонця і його зв'язок з геомагнітними збуреннями. Зібрав докази про існування періоду дуже низької активності Сонця між 1645 і 1715, коли на його диску майже не було плям (так званий «маундерів мінімум»). Хоча сонячні плями були відкриті в 1610 і систематично спостерігалися навіть в найперші, примітивні телескопи, в період маундерівського мінімуму було лише декілька повідомлень про їхню появу, і щоразу досвідчені спостерігачі сприймали це як рідкісну подію. Бували періоди в декілька років, коли не з'являлося жодної плями. Після 1715 їхня кількість знов зросла. Цікаво, що в цей же час спостерігалися сильні холоди: період з 1550 до 1850 відомий як Малий льодовиковий період в Європі. Правда, поки немає доказів його фізичного зв'язку з маундерівськім мінімумом сонячної активності.
Маундер вивчав також ефект систематичного переміщення ділянки формування сонячних плям з середніх широт Сонця до його низьких широт протягом кожного циклу активності Сонця (близько 11 років). Міграцію місць народження плям по широті відмітив ще Х.Шейнер (1575–1650), описав Р.К.Керрінгтон (1826–1875), детально прослідкували Р.Вольф (1816–1893) і Г.Шперер (1822–1895), а сама закономірність зміни широти сонячних плям з фазою сонячного циклу відома як «закон Шперера». У 1904 Маундер опублікував важливу діаграму («метелик Маундера»), що виявляє міграцію сонячних плям по широті протягом сонячного циклу.
Маундер також спектроскопічно досліджував планети, комети, нові зірки, туманності. Організував Британську астрономічну асоціацію, очолював в ній секцію Марса; вважав, що марсіанські канали утворені випадковими, не зв'язаними між собою дрібними деталями на поверхні. Багато займався популяризацією астрономії і разом з дружиною, астрономом Ені Маундер, вів щомісячну астрономічну сторінку в газеті «Дейлі ньюс». Автор книг «Королівська Гринвіцька обсерваторія» (1900), «Астрономія без телескопа» і «Астрономія Біблії» (1908).
Помер Маундер 21 квітня 1928.